# Sul rigettare la pratica dell'usura
Sul rigettare la pratica dell'usura è un'opera morale di Plutarco, tramandata nei suoi Moralia.

## Struttura e analisi critica
L'operetta è registrata al N. 215 del Catalogo di Lampria. 
In otto brevi capitoli, Plutarco critica l'abitudine di prendere denaro a prestito (pur distinguendo tra prestito “necessario” e “superfluo”), assai diffusa nell'Impero romano della sua epoca, di cui Plutarco vuole sottolineare la completa negatività, da un punto di vista morale, piuttosto che socio-economico. L'autore si diffonde, in sostanza, in un elogio della povertà, e assume toni sempre più idealistici e sempre più legati alle scuole filosofiche ellenistiche e in particolare al Cinismo. Inoltre, alla condanna morale dei prestatori si accompagna anche quella dei debitori, ritenuti persone incapaci di condurre i propri affari e completamente prive di buon senso, con un richiamo al De cupiditate divitiarum.
Si tratta di una diatriba cinico-stoica, di cui ritroviamo alcuni stilemi tipici come gli aneddoti, le chrèiai (detti di personaggi celebri), i paragoni con il mondo animale.